# Monster Hunter Diary: Poka Poka Airou Village
Monster Hunter Diary Poka Poka Airou Village (яп. モ ン ハ ン 日記 ぽ か ぽ か ア イ ル ー 村, інші назви англ. Monhan Nikki Poka Poka Airū Mura, англ. Monster Hunter Diary: Warm Felyne Village) — спіноф серії Monster Hunter, розроблений компанією FromSoftware та випущений компанією Capcom для платформи PlayStation Portable в Японії 26 серпня 2010 р.
Слово airou (яп. ア イ ル ー, airū) — японський еквівалент феліну (Ailuro — грецьке слово для котів), вигаданий вид розумних котів, що з'являється в іграх Monster Hunter. Гравець віддає наказ фелінам, щоб просуватись квестами, не маючи прямого контролю над ними. У грі використовується мультиплікаційний художній стиль, на відміну від реалізму, який спостерігається в інших іграх серії Monster Hunter. Більший акцент зроблено на стилі гри та керуванням поселенням. У грі також доступні декілька предметів Hello Kitty.

## Релізи
Monster Hunter Diary Poka Poka Airou Village G (яп. モ ン ハ ン 日記 ぽ か ぽ か ア イ ー 村 村 G, Monhan Nikki Poka Poka Airū Mura G) — пакет розширень, випущений 10 серпня 2011 року в Японії.
Версія гри для Nintendo 3DS під назвою Monster Hunter Diary: Poka Poka Airou Village DX (яп. モ ン ハ ン 日記 ぽ か ぽ か ア イ ル ー 村 ー DX, Monhan Nikki Poka Poka Airū Mura DX) була розроблена і випущена в Японії 10 вересня 2015 р.

## Кінематограф
Monster Hunter Diary Giri Giri Airou Village (яп. モ ン ハ ン 日記 ぎ り ぎ り ア イ ル ー 村, Monhan Nikki Giri Giri Airū Mura) — це серія з десяти телевізійних короткометражок, розроблених для реклами поселення Poka Poka Airou. На них представлені феліни, які намагаються виконати квести, і майже незмінно зазнають невдач у них. В одному епізоді також є камея Чібітерасу (англ. Chibiterasu).